# Madagaskar-Kurzschwanzratten
Die Madagaskar-Kurzschwanzratten (Brachyuromys) sind eine Nagetiergattung aus der Gruppe der Madagaskar-Ratten (Nesomyinae). Die zwei Arten dieser Gattung, Brachyuromys ramirohitra und Brachyuromys betsileoensis, sind im östlichen und südöstlichen Madagaskar beheimatet.
Diese Tiere ähneln in ihrem Körperbau den Wühlmäusen, mit denen sie jedoch nicht näher verwandt sind. Ihr dickes, weiches Fell ist an der Oberseite bräunlich gefärbt und mit roten und schwarzen Sprenkeln versehen, die Unterseite ist rötlich. Namensgebendes Merkmal ist der im Vergleich zu anderen Madagaskar-Ratten kurze Schwanz. Sie erreichen eine Kopfrumpflänge von 15 bis 18 Zentimetern, eine Schwanzlänge von 6 bis 10 Zentimetern und ein Gewicht von 85 bis 105 Gramm.
Über die Lebensweise dieser Tiere ist kaum etwas bekannt. Ihr Lebensraum sind Heidegebiete, manchmal auch Gebirgswälder in 900 bis 2.400 Metern Seehöhe. Sie halten sich im dichten Gras auf, wo sie zum schnelleren Vorwärtskommen Trampelpfade anlegen. Sie sind sowohl tag- als auch nachtaktiv.
Beide Arten werden von der IUCN, möglicherweise aufgrund der Nahrungskonkurrenz durch eingeschleppte Ratten, als gering gefährdet gelistet.